# Reprezentacja Libanu w rugby union mężczyzn
Reprezentacja Libanu w rugby union mężczyzn – zespół rugby union, biorący udział w imieniu Libanu w meczach i sportowych imprezach międzynarodowych, powoływany przez selekcjonera, w którym mogą występować zawodnicy posiadający obywatelstwo tego kraju, mieszkający w nim, bądź kwalifikujący się ze względu na pochodzenie rodziców lub dziadków. Za jego funkcjonowanie odpowiedzialny jest Lebanese Rugby Union Federation, członek ARFU. Obecnie nie jest uwzględniana w rankingach IRB, nie będąc członkiem tej organizacji.
Swój debiut na arenie międzynarodowej zaliczyła w wygranym towarzyskim meczu z Jordanią 14 maja 2010. W roku następnym uczestniczyła w swoim pierwszym oficjalnym turnieju, po wygranej z Uzbekistanem przegrywając w finale rozgrywek Dywizji IV Asian Five Nations 2011 z Katarem. Sytuacja powtórzyła się w kolejnej edycji – po zwycięstwie nad Jordanią zawodnicy z Libanu ponownie ulegli w finale Katarczykom.

## Turnieje

### Udział wAsian Five Nations
| Rok  | Klasa rozgrywek    | Wynik | Źródło |
| ---- | ------------------ | ----- | ------ |
| 2008 | Nie brała udziału  | -     |        |
| 2009 | Nie brała udziału  | -     |        |
| 2010 | Nie brała udziału  | -     |        |
| 2011 | Dywizja IV         | 2.    |        |
| 2012 | Dywizja IV         | 2.    |        |
| 2013 | Dywizja IV         | 1.    |        |
| 2014 | Dywizja III Zachód | 1.    |        |

### Udział wPucharze Świata
| Rok  | Kwalifikacje      | Wynik |
| ---- | ----------------- | ----- |
| 1987 | Nie brała udziału | -     |
| 1991 | Nie brała udziału | -     |
| 1995 | Nie brała udziału | -     |
| 1999 | Nie brała udziału | -     |
| 2003 | Nie brała udziału | -     |
| 2007 | Nie brała udziału | -     |
| 2011 | Nie brała udziału | -     |
| 2015 | Nie brała udziału | -     |
| 2019 |                   |       |